# Ken Wahl

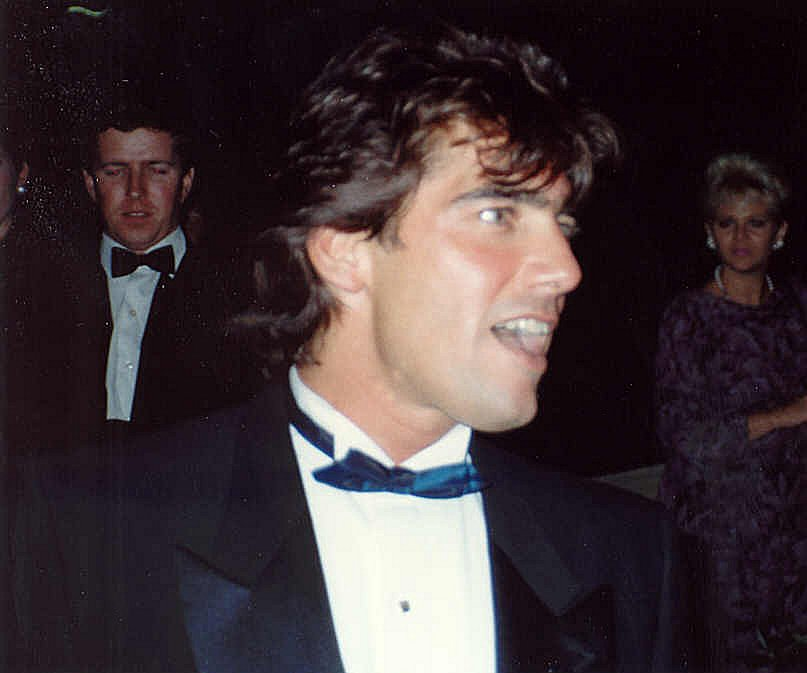
Ken Wahl

Ken Wahl (* 31. Oktober 1954 in Chicago, Illinois; eigentlich Anthony Calzaretta) ist ein US-amerikanischer Schauspieler.

## Leben
Seinen ersten Erfolg als Schauspieler hatte Ken Wahl als Richie in dem Kinofilm The Wanderers. Es folgten Auftritte an der Seite von Stars wie Paul Newman in dem Film The Bronx 1981 und ein Jahr später in Verhext (Originaltitel: Jinxed!) neben Bette Midler. Seinen größten Erfolg hatte er als Vinnie Terranova in der Krimiserie Kampf gegen die Mafia (Originaltitel: Wiseguy) von 1987 bis 1990. Für seine Hauptrolle war er 1989 für einen Golden Globe und einen Emmy nominiert und erhielt 1990 nach einer weiteren Nominierung einen Golden Globe in der Kategorie TV-Serie/Drama.
Nachdem Ken Wahl im Jahre 1992 einen Unfall mit lebensgefährlichen Verletzungen hatte, beendete er seine Filmkarriere, abgesehen von drei weiteren Filmauftritten. In der Presse war der Unfall als Motorradunfall geschildert worden. 2004 sagte er in einem Interview, dass die Geschichte mit dem Motorradunfall nicht stimme, sondern dass er bei der Freundin von Rodney Dangerfield eine Treppe hinuntergefallen sei und sich dabei das Genick anbrach. An den gesundheitlichen Problemen, die er nach dem Unfall hatte, änderte das jedoch nichts.
Mit diesem Unfall und den chronischen Schmerzen, die er zusehends mit Alkohol betäubte, begann sein weiterer gesundheitlicher Abstieg, der 1996 mit dem endgültigen Ausstieg aus dem Filmgeschäft endete. Großzügige Angebote von Produzenten, die ihm zum Comeback verhelfen wollten, lehnte Ken Wahl stets dankbar ab.
Nach seiner ersten Ehe mit dem Modell Corinne Alphen ist er inzwischen mit dem Modell Shane Barbi verheiratet.

## Filmografie
- 1979: The Wanderers – Terror in der Bronx (The Wanderers)
- 1980: Panische Flucht / Auf Teufel komm raus (Running Scared)
- 1981: Ein Teufelskerl (Race for the Yankee Zephyr)
- 1981: The Bronx (Fort Apache the Bronx)
- 1982: Der Söldner (The Soldier)
- 1982: Verhext (Jinxed!)
- 1984: Einmal Hölle und zurück (Purple Hearts)
- 1985: Das dreckige Dutzend, Teil 2 (The Dirty Dozen: Next Mission) – TV
- 1985: Double Dare (Fernsehserie)
- 1986: Der Gladiator / Gladiator der Straße (TV)
- 1986: Omega Syndrome
- 1987–90: Kampf gegen die Mafia (Wiseguy) – Fernsehserie
- 1991: Boomer – Überfall auf Beverly Hills (The Taking of Beverly Hills)
- 1994: The Favor – Hilfe, meine Frau ist verliebt! (The Favor)
- 1994: Hörigkeit – Gefährliche Liebe (Search for Grace) – TV
- 1996: Undercover Man (Wiseguy) – TV